# モザンビークの鉄道
モザンビークの鉄道では、モザンビークにおける鉄道について記す。

## 概要
モザンビークの鉄道は国営企業であるモザンビーク鉄道港湾公社(CFM)が運営しており、内陸国若しくは炭鉱から港湾へ接続する路線が敷設されている。総営業キロは、2509 kmである。石炭や一次産品の輸送が大半を占めている。
2017年の収入は2.58億米ドル、利益は4700万米ドル、2018年上半期の収入は1.5億米ドルであった。

## 鉄道史
- 2010年8月:ボツワナと、ボツワナのセルレからモザンビークのテコバニン・ポイントの深海港まで石炭を運ぶため、ジンバブエを通る1,100kmの鉄道を開発する覚書に調印した。[2]
- 2022年7月:南アフリカの国有鉄道会社トランスネット貨物鉄道（英語版）（TFR）と協力協定を結んだ。これにより南アフリカ産フェロクロムとクロムの輸出貨物を積んだ貨物列車がディーゼル機関車の交換を行わずにマプト港（英語版）まで直通運転ができるようになった。さらに12時間の移動時間短縮と列車の増便の両立が可能になった。[3]

## 事業者
- モザンビーク港湾鉄道公社

## 路線

### CFM Norte
ナカラ港
- ナカラ鉄道（英語版）

### CFM Centro
ベイラ港
- セナ鉄道（英語版）
- ベイラ・ブラワヨ鉄道（マチパンダ鉄道）

### CFM Sul
マプト港
- プレトリア・マプト鉄道（英語版）
- マツァパ・マプト鉄道（英語版）
- リンポポ鉄道（英語版）

## 隣接国との鉄道接続状況
- マラウイ - 接続 - 同じ狭軌を採用1,067 mm
- 南アフリカ共和国 - 接続 - 同じ狭軌を採用1,067 mm
- エスワティニ - 接続 - 同じ狭軌を採用1,067 mm
- タンザニア - 接続なし
- ザンビア  - 接続なし
- ジンバブエ - 接続 - 同じ狭軌を採用1,067 mm